# Église Saint-Pierre-de-Rhèdes de Lamalou-les-Bains
Saint-Pierre-de-Rhèdes est un prieuré roman situé à Lamalou-les-Bains, dans le département français de l'Hérault et la région Occitanie.

## Historique
L'église est mentionnée en 990 dans le testament de Guillaume, vicomte de Béziers et Agde : « castrum quem vocant Mercoriolo...cum ipsa ecclesia Sti Petri ». 
Le Livre noir de Béziers signale en 1153 Saint-Pierre comme prieuré de l'abbaye de Villemagne. Saint-Pierre se trouve à la croisée de deux routes se dirigeant l'une vers le Rouergue par l'Espinouse et l'autre suivant la vallée de l'Orb. De l'autre côté de l'Orb se dresse le château de Mourcairol. L'église servait d'église paroissiale pour le secteur comprenant Le Poujol-sur-Orb, les Aires, Combes, Hérépian et Lamalou-les-Bains.

## Protection
Le portail et l'abside font l’objet d’un classement au titre des monuments historiques depuis le 10 décembre 1880.

## Galerie

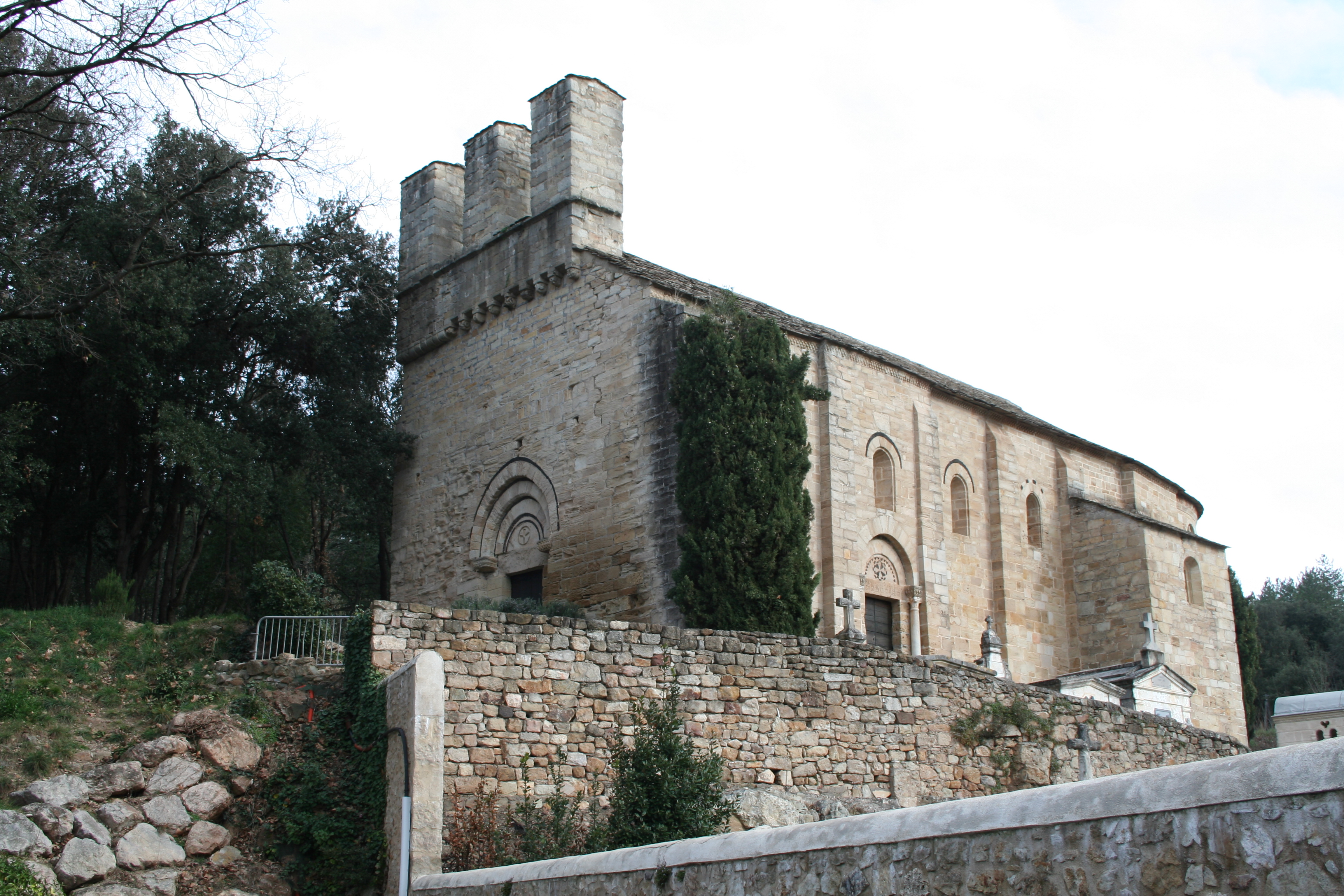
Saint-Pierre-de-Rhèdes - façade méridionale
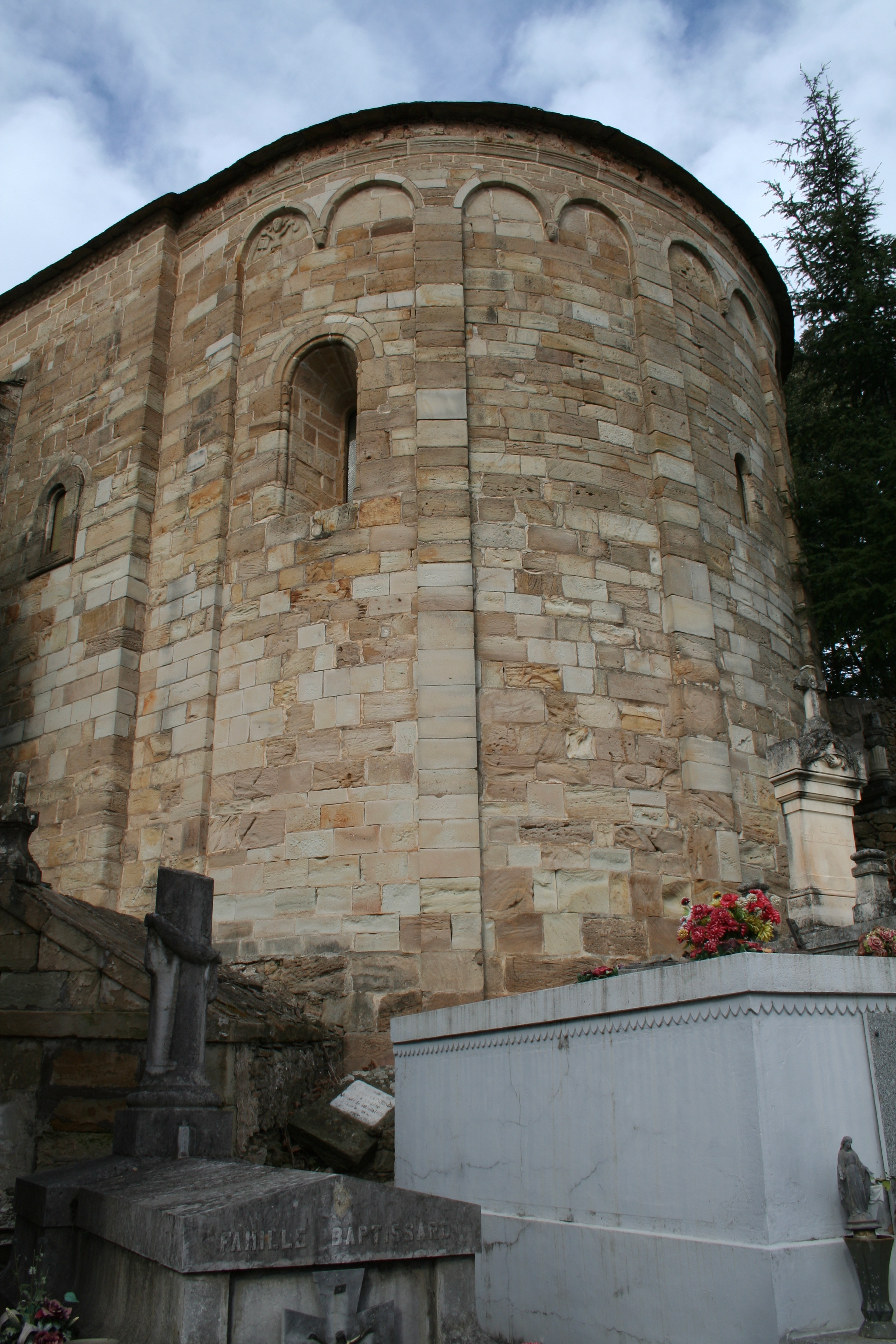
Saint-Pierre-de-Rhèdes - chevet
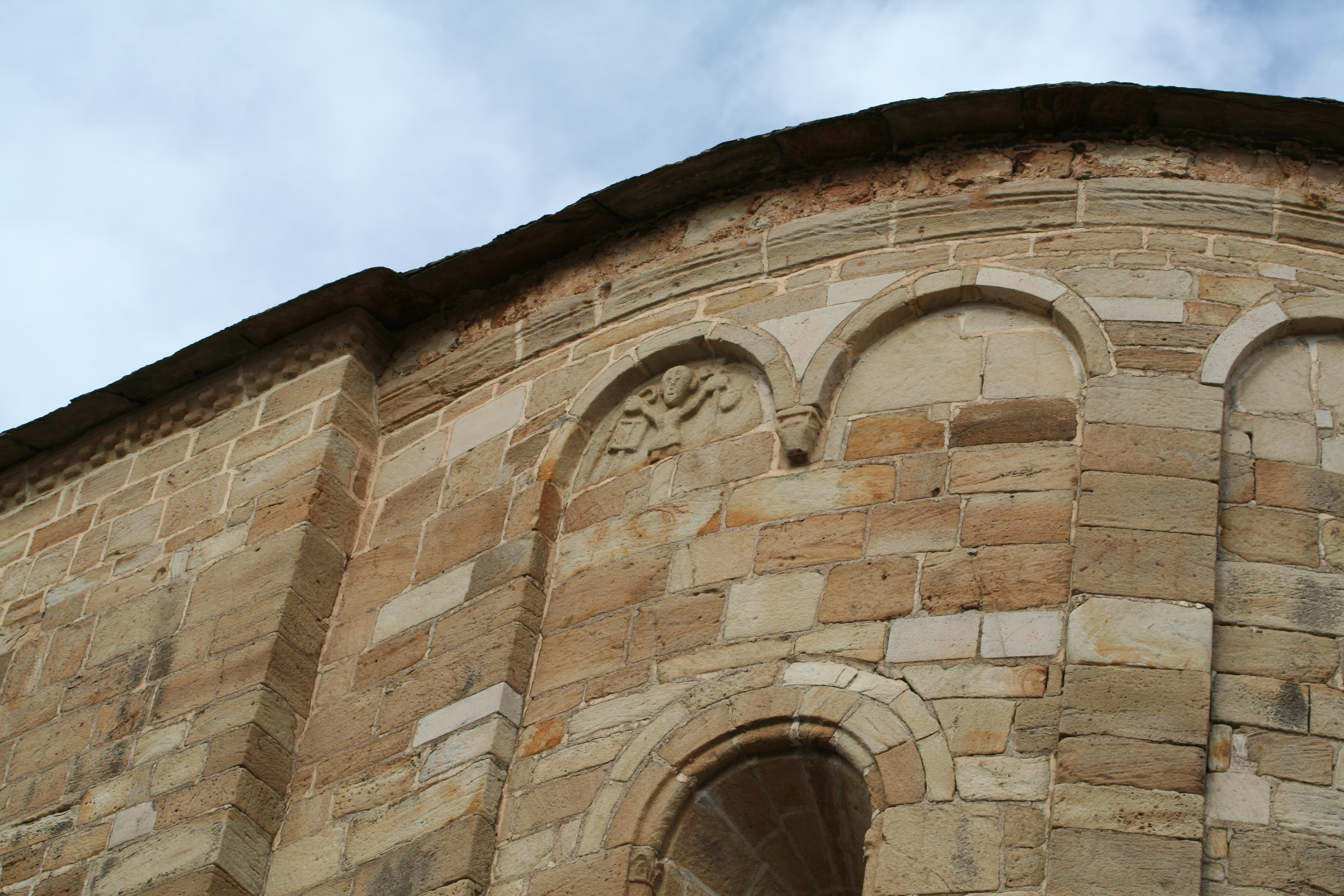
Saint-Pierre-de-Rhèdes - chevet - détail
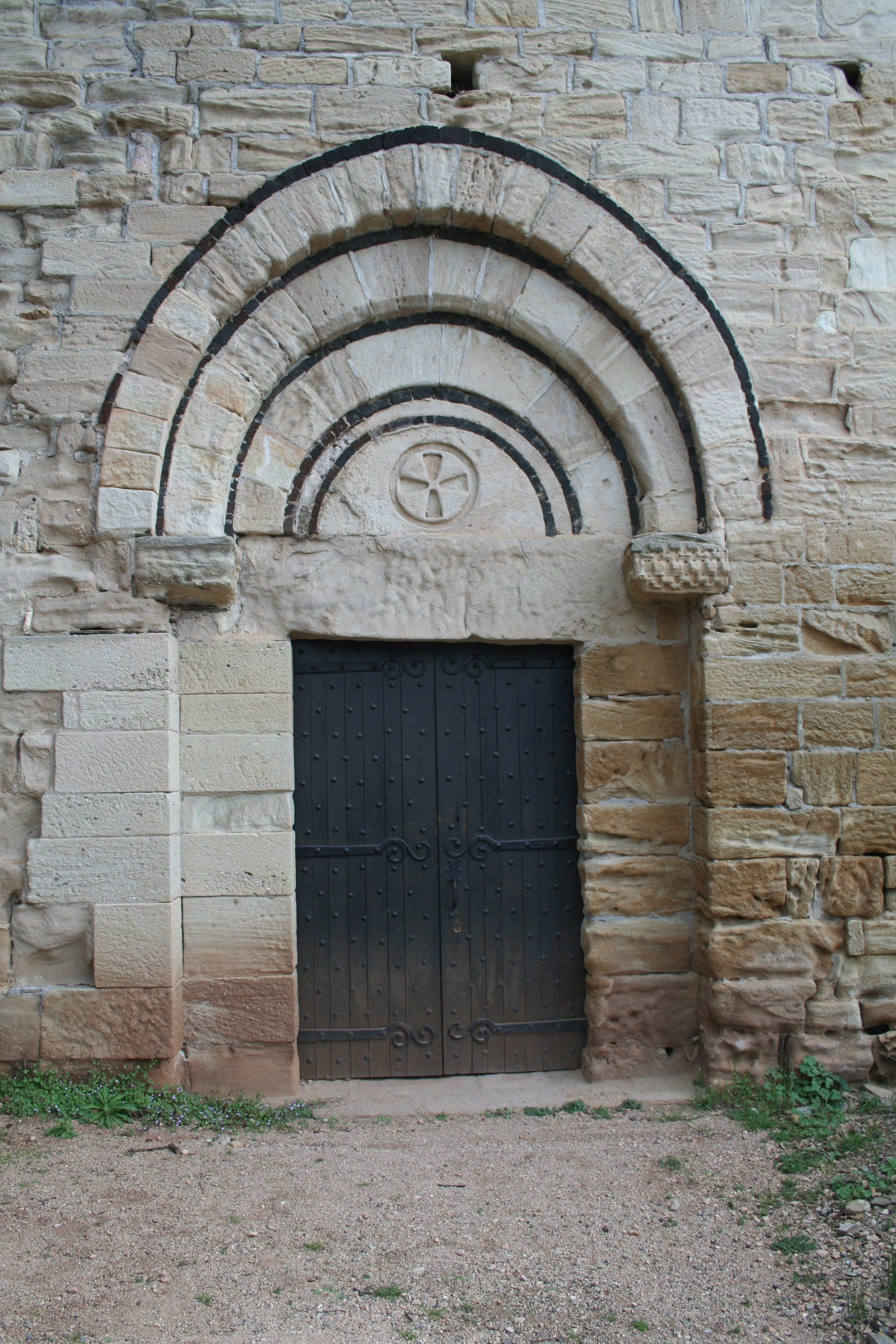
Saint-Pierre-de-Rhèdes - porte occidentale
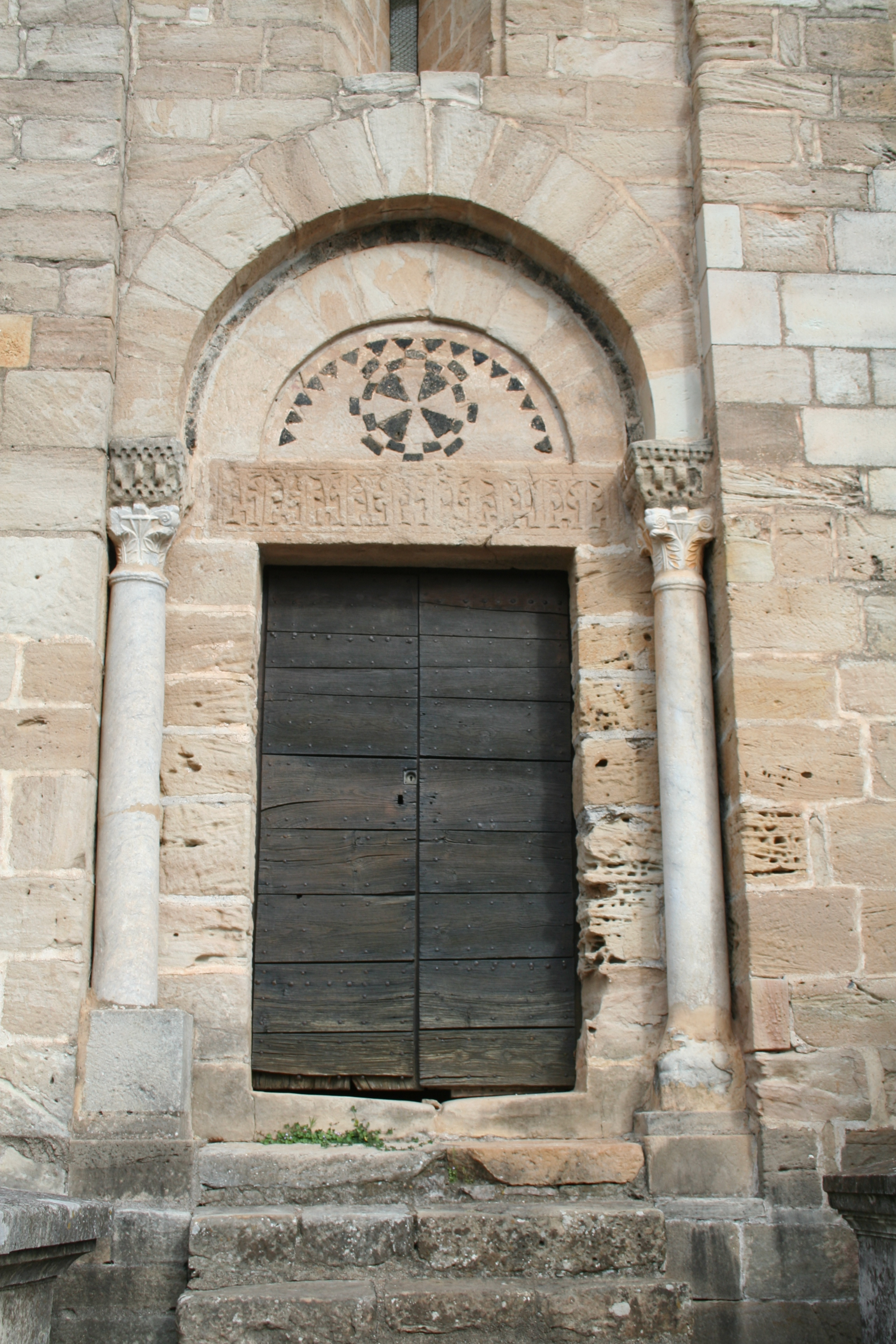
Saint-Pierre-de-Rhèdes - porte méridionale
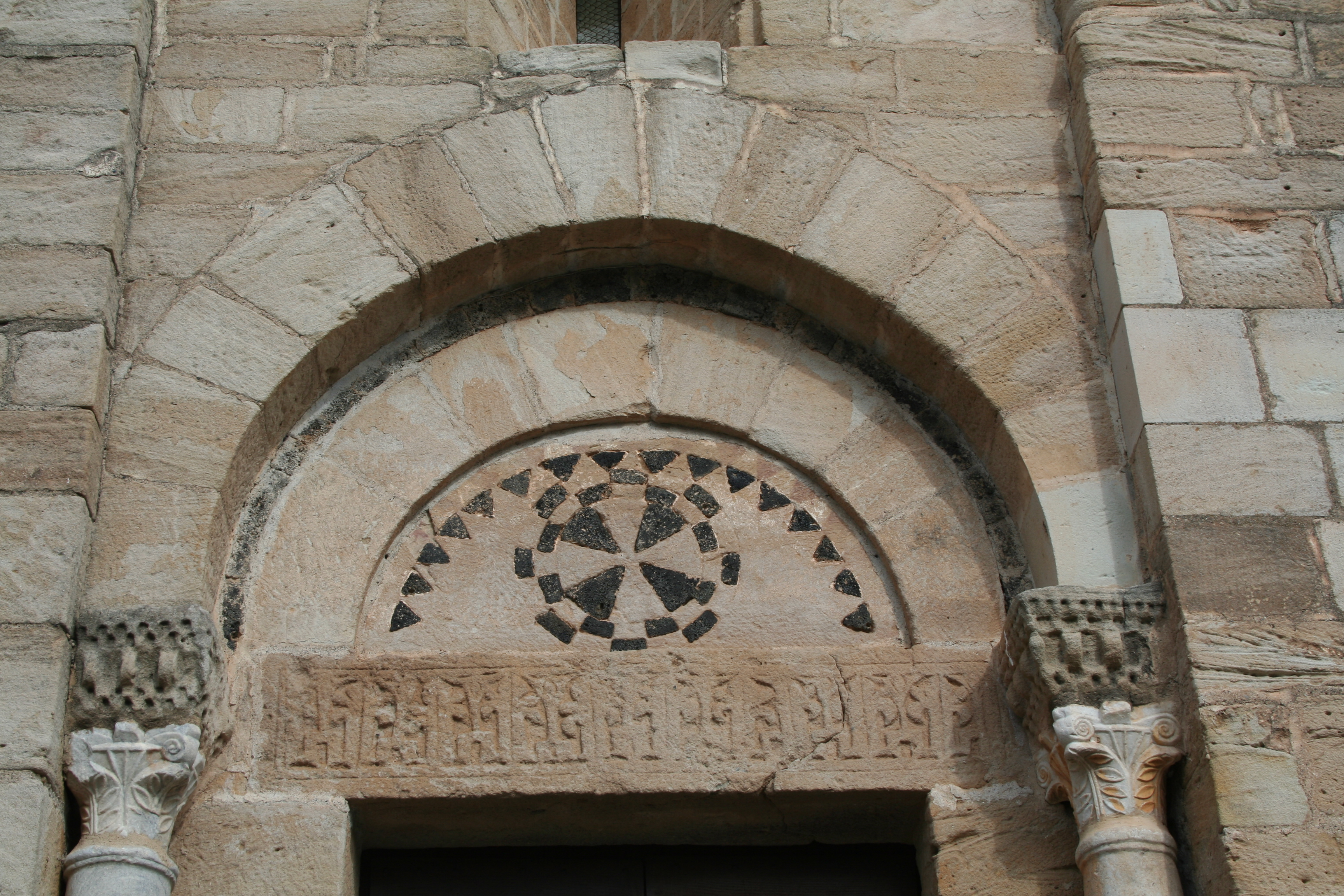
Saint-Pierre-de-Rhèdes - détail de la porte méridionale
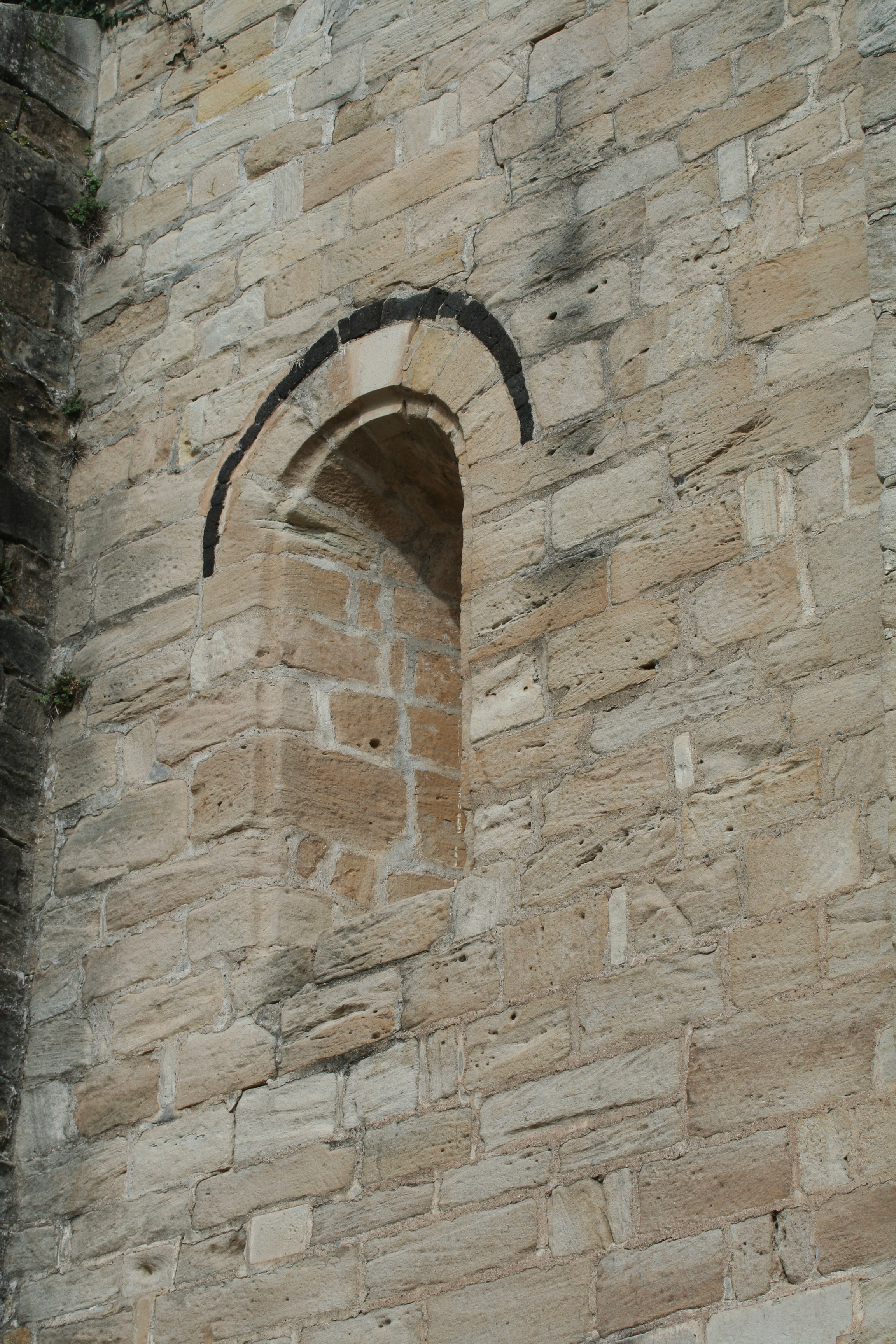
Saint-Pierre-de-Rhèdes - fenêtre 1
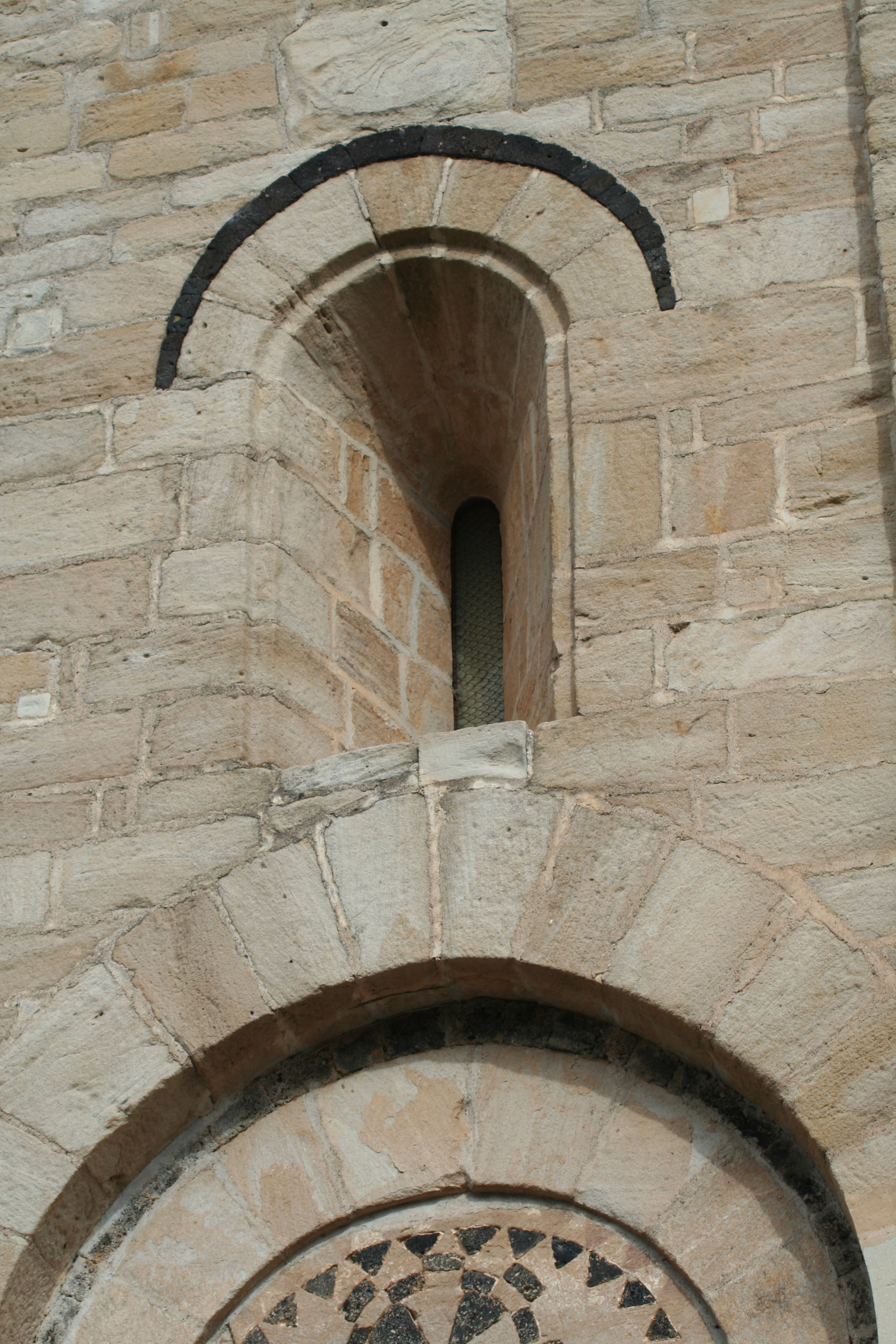
Saint-Pierre-de-Rhèdes - fenêtre 2
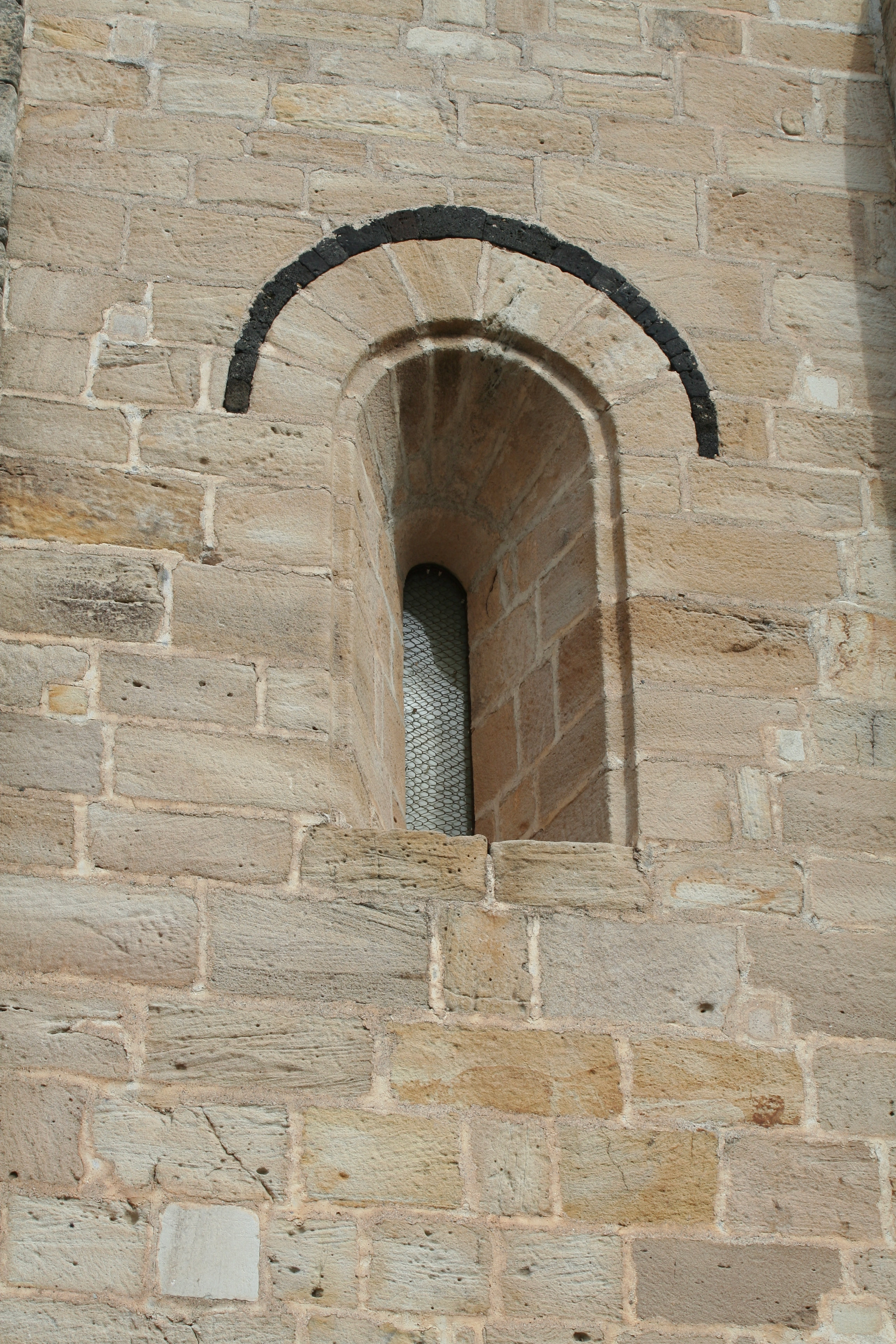
Saint-Pierre-de-Rhèdes - fenêtre 3
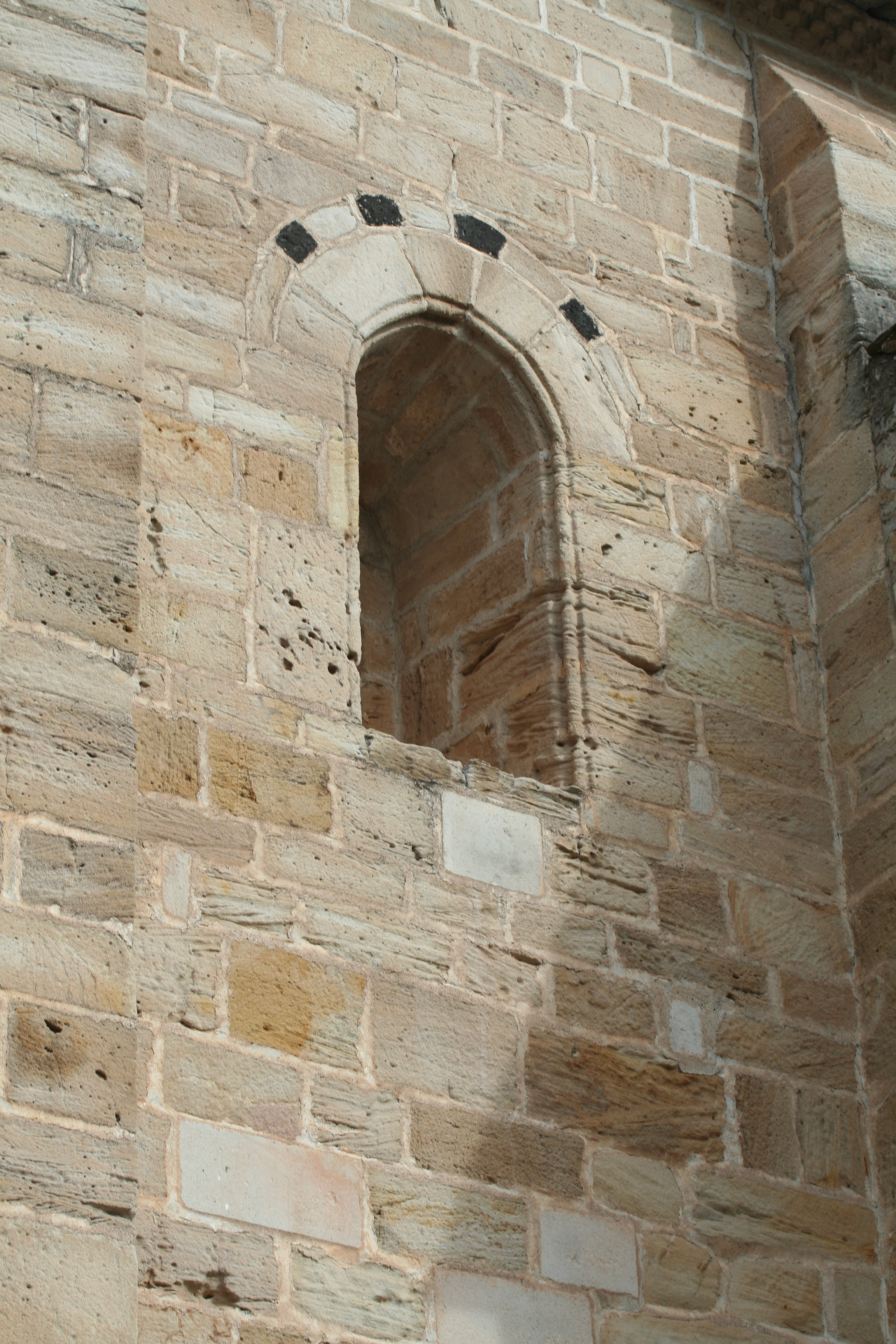
Saint-Pierre-de-Rhèdes - fenêtre 4
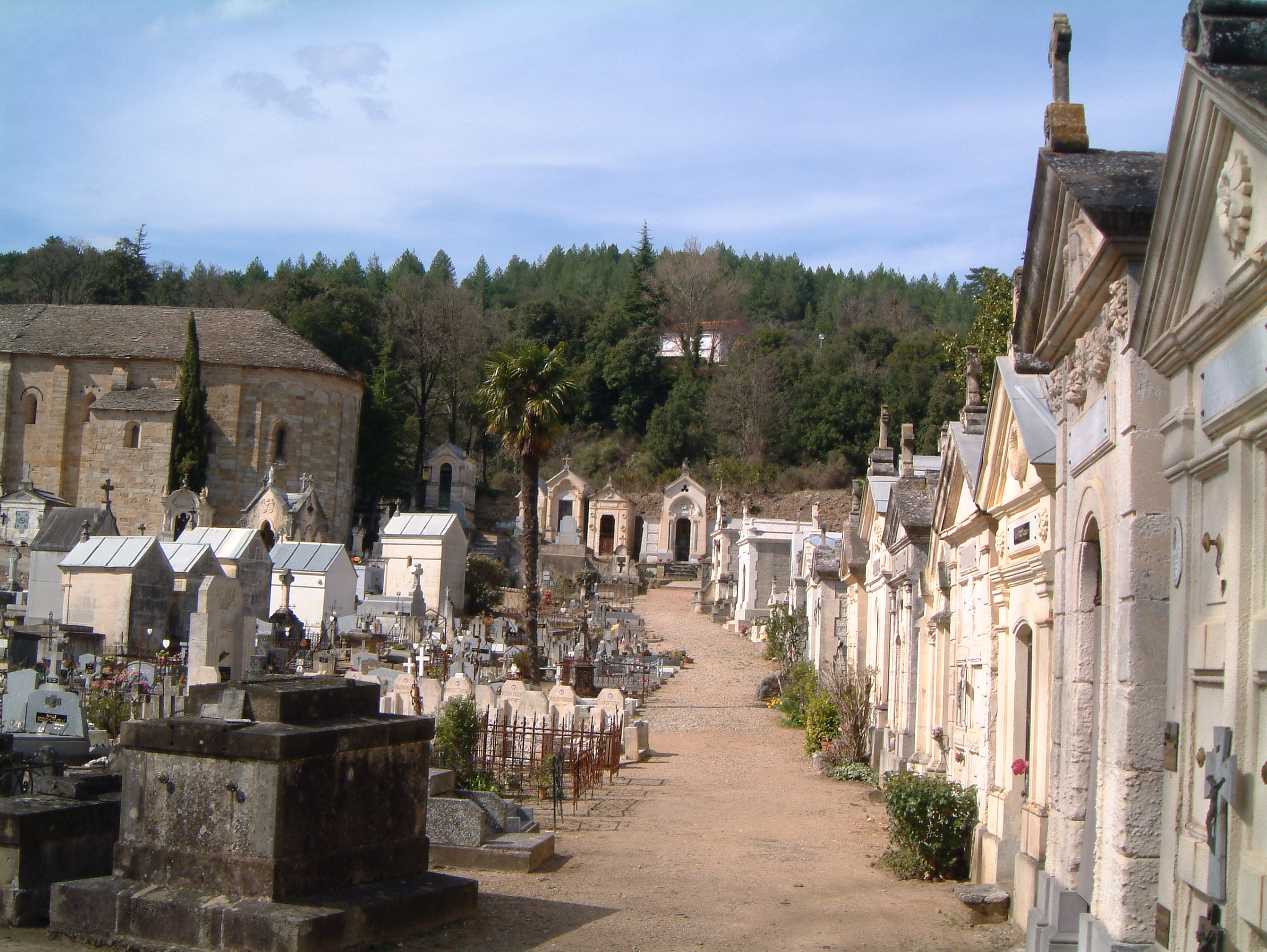
Cimetière.